# Carist
Carist (grec: Κάρυστος, Káristos) és una vila de Grècia situada al municipi homònim, a l'illa d'Eubea. Es troba a la costa sud de l'illa, a les faldes del mont Oque. Té uns 5.000 habitants, que suposen una part considerable dels 12.000 que té el municipi. Està connectada per carretera amb la capital de l'illa, de la qual dista uns 120 km, mentre que la connexió més ràpida amb Atenes és amb el ferri que connecta el port de Rafina, a l'Àtica, i el de Marmari, a 10 km a l'oest de Carist.
A l'antiguitat, la ciutat fou coneguda pel seu marbre, molt sol·licitat a Roma. La pedrera era situada a Marmàrion, un lloc a la costa prop de Carist, enfront de la costa de l'Àtica, o bé a una muntanya darrere la ciutat, on s'han trobat possibles restes.

## Història
La primera referència de Carist apareix en una tauleta en linear B trobada a Tebes. Posteriorment, apareix al Catàleg de les naus de la Ilíada, i Tucídides i els Iambes al Rei Nicomedes diuen que era fundada dels dríops. La tradició en feia derivar el nom d'un fill de Quiró anomenat Caristos, que en seria l'heroi epònim.
L'expedició persa durant les guerres mèdiques, sota la direcció de Datis i Artafernes, va desembarcar a la ciutat el 490 aC, que després d'una minsa resistència es va haver de sotmetre als invasors. Després de la guerra del Peloponnès va estar en guerra amb Atenes, però finalment es va acordar la pau. A la guerra de Làmia la ciutat va estar al costat d'Atenes. En la guerra de Roma contra Filip V de Macedònia va fer costat als romans.
A diferència de moltes polis gregues, Carist va resistir el pas del món antic al món medieval, i va continuar habitada. Mentre formà part de l'Imperi Romà d'Orient, pertangué al tema de l'Hèl·lada. Amb la Quarta Croada, s'establí a l'illa la Triarquia de Negrepont, i Carist acollí una de les tres baronies en què se subdividí el regne. Fou llavors que es construí el Castel Rosso, sota influència del domini venecià, i on se situà la població fins a època contemporània. Posteriorment, Carist va formar part del Ducat de Neopàtria, i en el folklore de l'illa d'Eubea i de Carist en particular romanen refranys que fan referència als catalans. El 1470, els otomans conqueriren Negrepont i Carist passà a fer part de l'Imperi Otomà.
Després de la Independència el 1830, tota Eubea passà a integrar el nou Regne de Grècia. Anys més tard, a mitjan segle xix, es planificà la ciutat nova, a vorera de mar.

## Personatges il·lustres
- Glauc, esportista del segle vi aC, campió als quatre grans jocs de l'antiguitat
- Díocles, prestigiós metge del segle iv aC de l'escola dogmàtica de medicina
- Antígon, científic del segle iii aC, autor d'unes Historiae Mirabiles que no s'han conservat
- Apol·lodor, poeta còmic del segle iii aC pertanyent a la nova comèdia
- Juli Díocles, poeta i gramàtic que visqué probablement el segle i
- Simònides, poeta èpic d'època desconeguda